# Вторгнення Астро-монстра
«Вторгнення Астро-монстра» (яп. 怪獣大戦争, кайдзю дайсенсо; «Війна гігантських монстрів») — японський науково-фантастичний кайдзю-фільм 1965 року режисера Ісіро Хонди зі спецефектами Ейдзі Цубураї. Це шостий фільм у франшизі «Ґодзілла» та шостий фільм франшизи у серії Сьова. Також це третій фільм про птерозавра Родана і другий про дракона Кінг Гідору, а також перший, де з'являються прибульці ксіліени. Фільм був створений спільно Toho та UPA у японсько-американській копродукції; це була друга співпраця між цими кінокомпаніями. У фільмі знімались Акіра Такарада, Нік Адамс, Кумі Мідзуно, Акіра Кюбо, а також Харуо Накадзіма в ролі Ґодзілли, Масакі Шинохара в ролі Родана та Шоїчі Хіросе в ролі Кінг Гідори. У фільмі інопланетяни просять людство позичити Ґодзіллу і Родана, щоб перемогти Кінг Гідору, однак зраджують людей і змушують монстрів атакувати землян.
У театрах Японії фільм вийшов 19 грудня 1965 році. Театральний реліз в США відбувся 29 липня 1970 року, де його розповсюдила компанія Maron Films під назвою «Монстер Зеро». У театрах США фільм вийшов подвійно разом з фільмом «Війна гаргантюа». 2007 року фільм вийшов на DVD.

## Сюжет
У 196X році двох космонавтів, Фуджі та Глена, відправляють дослідити поверхню таємничої «Планети Ікс». Там вони стикаються з, здавалося б, доброзичливими іншопланетянами, схожими на людей, які називають себе ксиліенами. Інопланетяни вводять космонавтів у їх підземну базу, і через кілька хвилин поверхню планети атакує істота, яку ксиліени називають «Монстр Зеро». Цим Монстром Зеро виявляється Кінг Гідора, який раніше нападав на Землю. Врешті-решт монстр летить геть, але Командир заявляє, що Кінг Гідора не раз атакував їх, змушуючи їх постійно жити під землею в постійному страху. Він просить запозичити Ґодзіллу і Родана в землян, щоб вони побороли Кінг Гідору. Якщо ця умова буде виконана, ксиліени дадуть людству ліки від раку. Астронавти повертаються на Землю і доставляють повідомлення.
Тим часом винахідник на ім'я Тецуо розробив пристрій, який випромінює звук, який згубно впливає на слух. Він продає його бізнес-леді на ім'я Намікава, але вона зникає, перш ніж заплатити йому. Тецуо романтично пов'язаний із сестрою Фуджі, Харуно, але Фуджі не схвалює це, вважаючи його недостойним Харуно. Тецуо бачить Намікава з Гленом і пізніше слідує за ними, але шпигуни-ксиліени захоплюють і ув'язняють його.
Глен і Фуджі починають турбуватися про те, що у ксіліенів можуть бути приховані мотиви. Їх підозри підтверджуються, коли в Японії з'являються три космічні кораблі ксиліенів. Командир вибачається за приїзд на Землю без дозволу. Ксиліени знаходять Ґодзіллу та Родана, які сплять, і транспортують їх за допомогою своїх технологій на Планету Ікс. Вони також беруть із собою Глена, Фуджі та доктора Сакураї. Після короткого протистояння земним монстрам вдалося відігнати Кінг Гідору. Глен і Фуджі підкрадаються під час битви і зустрічаються з двома жінками-ксиліенами, обидві з яких виглядають ідентично Намікаві. Охоронці-ксиліени протистоять космонавтам і відводять їх до Контролера, який робить докоряє їм за їхню поведінку, але не карає їх. Космонавтам дають стрічку з інструкцією до ліків від раку і відправляють додому. Ґодзілла і Родан залишаються на Планеті Ікс. Прилетівши на Землю і програвши стрічку, космонавти дізнаються, що там немає інструкції до ліків від раку. Стрічка містить ультиматум. Ксиліени вимагають, щоб люди підкорилися їм. В інакшому випадку Ґодзілла, Родан і Кінг Гідора, які перебувають під контролем прибульців, нападуть на Землю.
Глен вторгується в кабінет Намікави і знаходить її в одязі ксиліен. Вона зізнається, що є одною із їхніх шпигунів, але зізнається, що насправді закохалася в нього. Її командир прибуває, щоб заарештувати Глена та страчує Намікаву за те, що її емоції взяли верх над планами, але не до того, як вона засовує записку в кишеню Глена. Глена саджають у ту саму камеру, що і Тецуо. Вони читають замітку Намікави, в якій розповідається, що звук, який випромінює винахід Тецуо порушує свідомість ксиліенів. Тецуо має з собою прототип, який він активує. Охоронці починають корчитись від болю, Глен і Тецуо втікають.
Сакураї та Фуджі будують пристрій, який порушить контроль ксиліенів над монстрами. Глен і Тецуо прибувають, щоб розповісти про слабкість ксиліенів. Коли монстри атакують, Тецуо активує свій пристрій, і цей звук передається по радіо. Вторгнення зірвано, і ксиліени, не в змозі навіть відступити, масово знищують себе. Монстри отямлюються. Ґодзілла і Родан нападають на Кінг Гідору, після чого останній відлітає у космос. Фуджі визнає важливу роль Тецуо у перемозі і більше не думає про нього погано. Сакураї заявляє, що хоче відправити Глена та Фуджі назад на Планету Ікс для ретельного вивчення планети. Астронавти неохоче погоджуються.

## Кайдзю
- Ґодзілла
- Родан
- Кінг Гідора

## В ролях
| Актор           | Роль               |
| --------------- | ------------------ |
| Акіра Такарада  | Фуджі              |
| Нік Адамс       | Глен               |
| Кюмі Мізуно     | Намікава           |
| Дзюн Тазакі     | доктор Сакюраі     |
| Акіра Кюбо      | Тецуо Тері         |
| Есія Цусія      | командир ксіліенів |
| Кеіко Саваї     | Харюно Фудзі       |
| Ген Симідзу     | міністр оборони    |
| Харуо Накадзіма | Ґодзілла           |
| Масакі Сінохара | Родан              |
| Сеїті Хіросе    | Кінг Гідора        |

Під час знімання фільму Нік Адамс вимовляв всі фрази на рідній мові. Його мова була збережена в американській версії фільму, а в Японії його роль дублював Горо Ная.

## Виробництво
- Режисер — Ісіро Хонда[13][11][14]
- Режисер спецефектів — Ейдзі Цубурая[13][11][14]
- Продюсери — Генрі Саперстейн[13][11][14], Ребен Берковітч[13][11][14]
- Керівники виробництва — Масао Сузуку[13][11][14], Тадаші Коіке[13][11][14]
- Художній режисер — Такео Кіта[13][11][14]
- Знімання спецефектів — Садамаса Арікава[13][11][14], Мототака Томіока[13][11][14]
- Художній режисер спецефектів — Акіра Ватанабе[13][11][14]
- Помічник режисера спецефектів — Теруйосі Накано[13][11][14]

|  | Коли вони змусили Ґодзіллу зробити це Shie, я знав, як злився мій батько [Ісіро Хонда]. Він не сказав ані слова, але був розлючений. Батько вважав це принизливим. Я впевнений, що він говорив собі: «Ми створили Ґодзіллу ге для цього. Це не правильно. |

 — Рюджі Хонда згадує про несхвалення свого батька щодо включення горезвісного танцю перемоги Ґодзілли до фільму.
У середині 60-х років компанія United Productions of America (UPA) попросила американського продюсера Генрі Г. Саперстейна придбати високоякісні фільми про монстрів для розповсюдження в Північній Америці. Саперстейн приєднався до виробництва цього фільму, коли фільм «Франкенштейн проти Барагона», до виробництва якого він теж мав відношення, уже був у виробництві. Це була перша повноцінна копродукція Саперстейна. Він стверджував, що надав 50 % фінансування трьом копродукційним фільмам, які були створені ним разом з Toho.
Саперстейн вважав, що сценарій Сін'іті Секідзави є занадто формулярним. Він зазначив, що фільми такого типу занадто часто «починаються з прес-конференції або урядової конференції вчених і чиновників», і що він переконував керівницто, що «Конференція може відбутися пізніше». Сценарій фільму також включає вторгнення прибульців. Тема вторгнення прибульців уже звучала в попередніх фільмах Toho, однак ще ні разу в серії «Ґодзілла».
Саперстейн також запропонував включити в фільм американського актора, що допомогло б продавати фільм у США. Врешті-решт цим актором став Нік Адамс, який раніше знімався у фільмі «Франкенштейн проти Барагона». Саперштейн сказав, що Адамс був «приголомшливим, справжнім професіоналом. Дуже кооперативний, завжди вчасний, готовий до своїх рядків, доступний. Він любив бути там».
Фільм мав нижчий бюджет, ніж деякі попередні фільми серії. Це призвело до того, що у багатьох сценах мініатюрні будинки були менш детально зроблені. У фільмі навіть використовувалися кадри з таких фільмів, як «Родан», «Мотра» та «Гідора, триголовий монстр». Хонда розповідав: «Це був порочний цикл часу та бюджету. Якби ми переробляли сцени з попередніх фільмів, ми могли б зменшити бюджет. Але тоді ми б отримали скарги від наших шанувальників, які б казали: „Це виглядає дивно, це не свіжо“. Ми могли б ненадовго обдурити аудиторію, але врешті-решт вони зрозуміли б цей трюк та перестали б приходити дивитись шоу. Тоді студія подумала б, що фільми зі спецефектами більше не продаються. Не дивно, що ми не змогли зробити нічого хорошого в той період… Це сумна історія.»
Хонда допомагав створити костюм та дизайн Намікави. Йосіо Цутія імпровізував жести рук командира Планети Ікс і на прохання Хонди поєднав французьку, німецьку та мову каппа Рюносуке Акутагави, щоб створити мову прибульців. Хоча в Японії дійсно існує озеро Міоджин, однойменне озеро з цього фільму є вигаданим. Сцени з Ніком Адамсом були зняті протягом п'яти тижнів, з 13 жовтня по 18 листопада 1965 року.

### Спецефекти
Спецефектами фільму керував Ейдзі Цубурая, тоді як Теруйосі Накано був помічником режисера спецефектів. Переможний танець Ґодзілли Shie був доданий після того, як Йосіо Цутія запропонував Цубураї додати його. Цубурая вже раніше підтримав антропоморфізацію монстрів із наданням їм комічних рис. Виконавець Харуо Накадзіма, який грав Ґодзіллу, кінематографіст ефектів Садамаса Арікава та режисер Ісіро Хонда були проти включення танцю. Пізніше Накано розповів, що думки аудиторії щодо танцю розділилися. На дизайн ракети Р1 та костюмів астронавтів вплинули місії NASA Project Gemini. Було зроблено кілька моделей P1, найбільша з яких досягала 3 метрів у висоту.
В одній із сцен, команда, відповідальна за ефекти, хотіла показати 3-метрову ракету P1 з низького кута, однак через її розмір, ракета могла б пошкодити край сцени Планети Ікс. Всупереч політиці компанії, артдиректор спецефектів Ясуюкі Іноуе зламав підлогу сцени і викопав яму, щоб дозволити Р1 піднятися з підземної бази. Пізніше Інуе потрапив у неприємність після того, як яма була виявлена, однак пізніше він повторив цю техніку під час знімання фільму «Знищити всіх монстрів». Димові ефекти в сценах біля озера Мьодзін були створені за допомогою термоса, наповненого рідким азотом. Цей термос занурювали під воду і відбувалася хімічна реакція.
Новий костюм Ґодзілли був зроблений Тейзо Тошіміцу. В новому костюмі були видалені наколінники, які були присутні в костюмах з попередніх двох фільмів, груди були трохи зменшені, спинні плавці були зроблені менш гострими, а очі були збільшені. Було зроблено так, щоб зіниці могли переміщатися зліва направо. Костюми Кінг Гідори та Родана з попереднього фільму були трохи вдосконалені та використані у цьому фільмі. Костюм Гідори був перефарбований у темніший золотий відтінок. Ця версія костюму має меншу кількість деталей на голові через осілу гуму. В костюмі Родана об'ємні кінці крил були вирівняні та стоншені. Модель радіолокаційного НЛО була створена головним столяром Кейкі Танакою самостійно.

## Реліз
У кінотеатрах Японії фільм вийшов 19 грудня 1965 року подвійно разом з фільмом «Молоді удари». У Японії фільм був розповсюджений Toho. «Вторгнення Астро-монстра» залучив близько 3,8 мільйонів глядачів у Японії і став десятим японським фільмом за цей рік, який отримав дохід від кінопрокату в розмірі ¥210 мільйонів. Для японського випуску Горо Ная дублював Ніка Адамса, який під час знімання говорив всі фрази англійською мовою. Пізніше фільм був перевиданий в Японії в 1971 році. Ця версія отримала назву Kaiju daisenso Kingughidora tai Gojira («Війна гігантських монстрів: Кінг Гідора проти Ґодзілли») та тривала 74 хвилини. Під час виходу перевиданням 1971 року у театрах будо продано 5,13 млн квитків. Збори з взяття фільму на прокат склали ¥410 млн ($1,2 млн) (US$1,2 million).. Фільм заробив $3 мільйони під час театрального релізу в США.

### Американська версія
В американському варіанті були вирізані деякі незначні сцени: розмови інопланетян мовою Планети Ікс, політ Родана над пагорбом, і сцена, де Ґодзілла танцює від радості, через те, що переміг Кінг Гідору. В американській версії фільму ксиліени пропонують людям ліки не тільки від раку, але і від всіх невиліковних хвороб на Землі. Також було трохи змінено музичне оформлення.

## Альтернативні назви
- «Війна гігантських монстрів» (японська назва)
- «Монстр Зеро» (назва театрального релізу в США)
- «Війна гігантських монстрів: Кінг Гідора проти Ґодзілли» (назва японського перевидання в 1971 році)
- «Ґодзілла проти Монстра Зеро» (американська назва видання на домашнє відео в 1982 році)

## Цікаві факти
- Це перший фільм, де Ґодзілла і Родан від початку позитивні персонажі.
- Актриса Кюмі Мізуно знялася в тому ж році і в іншому кайдзю-фільмі — «Франкенштейн проти Барагона».